# Léon Vanderstuyft
Léon Vanderstuyft (Ieper, 5 de maig de 1890 - París, 26 de febrer de 1964) va ser un ciclista belga, professional des del 1911 al 1927. Es va especialitzar en el mig fons, en què va aconseguir un Campionat del Món.
El seu pare Fritz i el seu germà Arthur també van ser ciclistes professionals.

## Palmarès
- 1922
  -  Campió del món de Mig fons